# Mae de la Concha
María Asunción Jacoba Pía de la Concha García-Mauriño (Gijón, 25 de julho de 1954), mais conhecida como Mae de la Concha, é uma livreira e política espanhola, atualmente secretária-geral do Podemos nas Ilhas Baleares desde 2017. Entre 2019 e 2023, atuou como conselheira de Agricultura, Pesca e Alimentação no Governo das Ilhas Baleares. Além disso, foi presidenta interina das ilhas entre junho e julho de 2023, após a renúncia de Francina Armengol. Também foi deputada pelas Baleares no Congresso dos Deputados durante as XI e XII legislaturas.

## Biografia
Nascida em Gijón (Astúrias), Mae de la Concha tem oito irmãs e quatro irmãos. Um de seus irmãos, Eladio de la Concha, foi porta-voz do Vox na Câmara Municipal de Gijón. Em 1970, emigrou para a França, onde trabalhou como babá e auxiliar de hospital. Anos depois, mudou-se para Madrid, onde trabalhou como secretária na Yves Rocher e como assistente administrativa em um escritório de advocacia na rua Atocha, 55.
Após viver em León, Barcelona e Santander, estabeleceu-se em Ciutadella de Menorca, no verão de 1980. Em 1990, fundou a livraria La Torre de Papel. Como parte do Podemos, foi eleita secretária-geral em Menorca, em fevereiro de 2015. Nas eleições de 2015 e 2016, foi eleita deputada.
Nas eleições autonômicas de 2019, foi escolhida como cabeça da lista do Podemos para o Parlamento das Ilhas Baleares, conquistando um assento. Após negociações com o PSOE balear e a investidura de Francina Armengol como presidente do Governo balear, Mae de la Concha foi nomeada conselheira de Agricultura, Pesca e Alimentação.
Após as eleições para o Parlamento Balear em maio de 2023 e a saída da presidente Armengol, que se tornou cabeça de lista do PSOE nas eleições gerais, De la Concha assumiu a presidência interina do Governo Balear.